# Комплексна анализа
Комплексна анализа, традиционално позната као теорија функција комплексне променљиве, је грана математике која проучава функције комплексних бројева. Комплексна анализа је врло корисна у многим гранама математике, укључујући теорију бројева и примењену математику.
Комплексна анализа се посебно фокусира на аналитичке функције комплексних променљивих, које се обично деле у две главне класе: холоморфне функције и мероморфне функције. Како раздвојиви реални и имагинарни делови сваке аналитичке функције морају да задовоље Лапласову једначину, комплексна анализа је широко примењива на дводимензионе проблеме у физици.

## Комплексне функције
Комплексна функција је функција у којој су независна променљива и зависна променљива обе комплексни бројеви. Прецизније, комплексна функција је функција која пресликава домен, који је подскуп комплексне равни такође у подскуп комплексне равни.
Код сваке комплексне функције, и независна променљива и зависна променљива могу бити раздвојене на реалан и имагинаран део:
{\displaystyle z=x+iy\,} и
{\displaystyle w=f(z)=u(z)+iv(z)\,}
где су {\displaystyle x,y\in \mathbb {R} \,} и {\displaystyle u(z),v(z)\,} реалне функције.
Другим речима, компоненте функције f(z),
{\displaystyle u=u(x,y)\,} и
{\displaystyle v=v(x,y),\,}
се могу интерпретирати као реалне функције две променљиве, x и y.
Основни појмови комплексне анализе се често уводе проширивањем елементарних реалних функција (експонената, логаритама и тригонометријских функција) у комплексан домен.

## Изводи и Коши-Риманове једначине
Као и у реалној анализи, глатка комплексна функција w = f(z) може да има извод у појединачној тачки свог домена Ω. У ствари, дефиниција извода 
{\displaystyle f^{\prime }(z)={\frac {dw}{dz}}=\lim _{h\to 0}{\frac {f(z+h)-f(z)}{h}}\,}
је аналогна оној у реалној анализи, уз једну врло битну разлику. У реалној анализи, лимесу се може прићи само дуж једнодимензионе праве. У комплексној анализи, лимесу се може прићи из било ког правца дуж дводимензионе комплексне равни.
Ако овај лимес, извод, постоји у свакој тачки z из Ω, онда се каже да је f(z) диференцијабилна на Ω. Може се показати да је свака диференцијабилна функција f(z) аналитичка. Ово је много моћнији резултат него код аналогне теореме која се може доказати за реалне функције. У реалној анализи можемо да конструишемо функцију f(x) која има први извод на целом домену, али чији други извод не постоји у једној или више тачака домена. Међутим, у комплексној равни, ако је функција f(z) диференцијабилна у некој околини, она мора бити бесконачно диференцијабилна на тој околини.
Применом метода векторске анализе за израчунавање парцијалних извода две реалне функције u(x, y) и v(x, y) у које се функција f(z) може раставити, и разматрањем две путање које воде до тачке z из Ω, може се показати да извод постоји ако и само ако
{\displaystyle f^{\prime }(z)={\frac {\partial u}{\partial x}}+i{\frac {\partial v}{\partial x}}={\frac {\partial v}{\partial y}}-i{\frac {\partial u}{\partial y}}.\,}
Израчунавањем реалних и имагинарних делова ова два израза, добијамо традиционалну формулацију Коши-Риманових једначина:
{\displaystyle {\frac {\partial u}{\partial x}}={\frac {\partial v}{\partial y}}\qquad {\frac {\partial u}{\partial y}}=-{\frac {\partial v}{\partial x}}\,} или записано на други начин, {\displaystyle u_{x}=v_{y}\qquad u_{y}=-v_{x}.\,}
Диференцирањем овог система две парцијалне диференцијалне једначине прво у односу на x, а онда у односу на y, лако се може показати да
{\displaystyle {\frac {\partial ^{2}u}{\partial x^{2}}}+{\frac {\partial ^{2}u}{\partial y^{2}}}=0\qquad {\frac {\partial ^{2}v}{\partial x^{2}}}+{\frac {\partial ^{2}v}{\partial y^{2}}}=0\,} или записано на други начин, {\displaystyle u_{xx}+u_{yy}=v_{xx}+v_{yy}=0.\,}
Другим речима, реални и имагинарни делови диференцијабилне функције комплексне променљиве су хармоничке функције јер задовољавају Лапласову једначину.

## Холоморфне функције
Холоморфне функције су комплексне функције дефинисане на отвореном подскупу комплексне равни које су диференцијабилне. Комплексна диференцијабилност има много јаче последице него уобичајена (реална) диференцијабилност. На пример, холоморфне функције су бесконачно диференцијабилне, што никако не важи за реално диференцијабилне функције. Већина елементарних функција, укључујући експоненцијалну функцију, тригонометријске функције, и све полиномијалне функције, су холоморфне.